# Mary Anderson (fackföreningsledare)

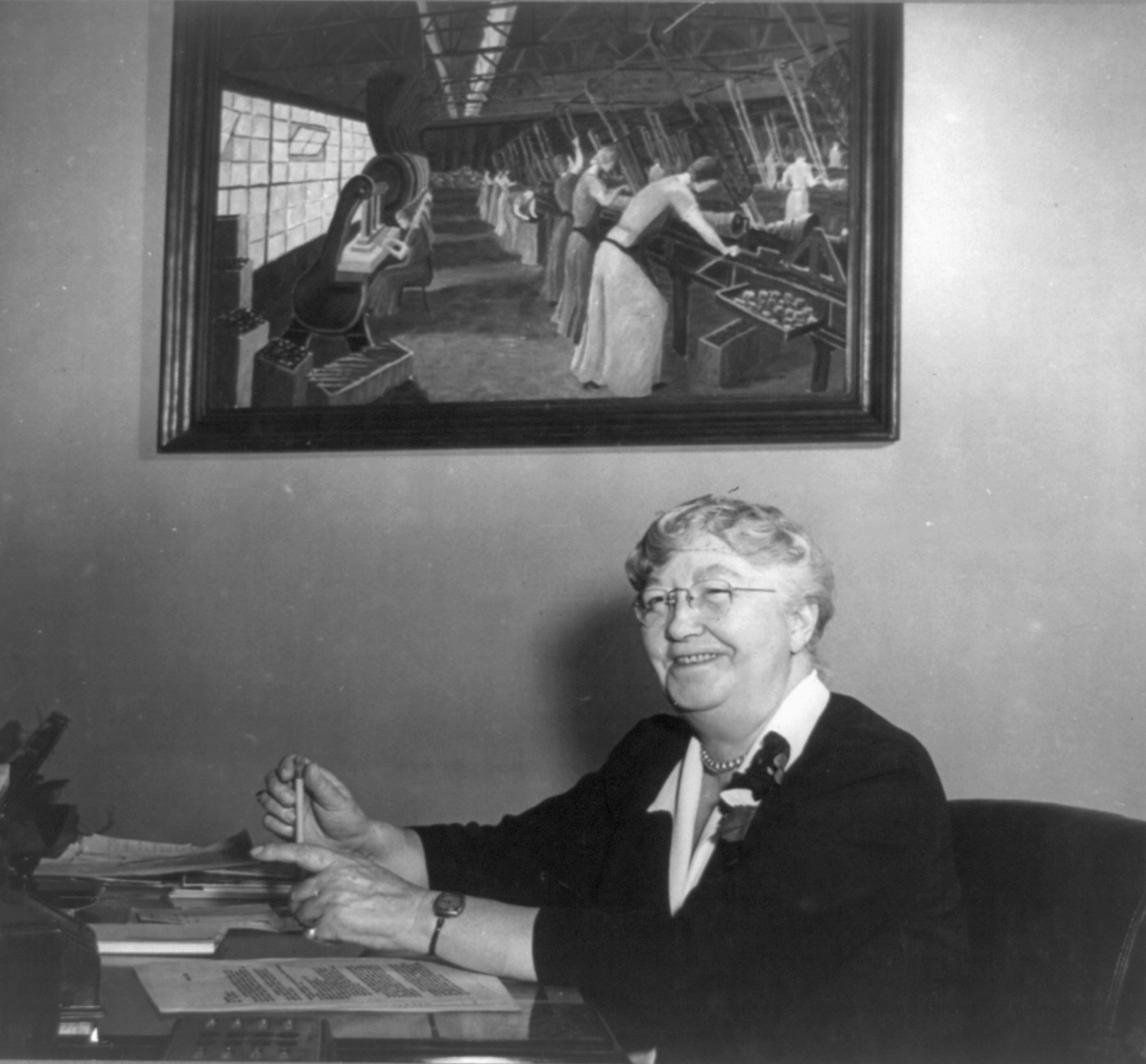
Mary Anderson

Mary Anderson, född 27 augusti 1872 i Saleby i nuvarande Lidköpings kommun, död 1964, var en svenskamerikansk fackföreningsledare. Hon är veterligen den svenskamerikanska kvinna som gjort störst facklig och politisk karriär i USA.

## Biografi
Mary Anderson föddes som Maria Sofia Magnusdotter föddes på i Nils-Jonsgården eller Skattegården Åby rote och växte senare upp under enkla förhållanden i Norra Härene. Hon hade tre systrar och tre bröder och föräldrarna var bönder. Mary Anderson emigrerade tillsammans med sin syster till USA 1889 vid 16 års ålder.
Hennes första jobb var som diskare i en inkvartering för skogshuggare i Ludington i Michigan. Hon började sedan arbeta som hemhjälp och blev efter det industriarbetare i Chicagoförorten West Pullman dit hon flyttat tillsammans med sin syster och svåger. Hon arbetade första med att sy byxor och småningom på skofabriken Schwab's. 
Hon gjorde en facklig karriär i Boot and Shoe Workers' Union och i Women's Trade Union League. Women's Trade Union League verkade för bildandet av ett fackförbund och för att organisera arbetande kvinnor, och för att förbättra säkerheten på arbetsplatserna. Under den här perioden lärde hon känna Jane Addams som kom att påverka henne. Anderson var bland annat med om textilstrejken i Chicago 1910 då 40 000 arbetare gick ut i strejk. Hennes upplevelser av strejken, som abrupt blåstes av, gjorde henne till en anhängare av Social Justice Feminism där lagstiftningen ser till att skapa social rättvisa och förbättringar.
President Woodrow Wilson utnämnde henne 1920 till chef för den då nyinrättade myndigheten Kvinnobyrån inom arbetsmarknadsministeriet. Där verkade hon för att förbättra arbetsförhållanden, löner och arbetstider för kvinnor. Hon behöll denna post under 24 års tid under fem presidenter och ansågs under mellankrigstiden vara en av de mest inflytelserika kvinnorna i amerikansk statstjänst.
Hon avgick som chef för Kvinnobyrån 1944 och var sedan aktiv som lobbyist för att få jämställda löner mellan män och kvinnor. Hon besökte Sverige och hembygden några gånger under sitt liv men hade tappat stora delar av svenskan. När hon fyllde 90 fick hon telegram från John F. Kennedy och Tage Erlander. Arbetsdepartementet beskriver hennes gärning där hon etablerade sig som en auktoritet på området genom arbetet med att samla fakta och sätta standarder i kampen för kvinnors rättigheter och där hon blev en av de mest inflytelserika kvinnorna inom den statliga tjänstemannakåren.